# She's Not Me
She's Not Me är en låt av den svenska sångerskan Zara Larsson, utgiven på hennes debutalbum 1 2013. Låten nådde som bäst tjugoförsta plats på Sverigetopplistan och certifierades med en guldskiva.

## Listplaceringar
| Lista (2013) | Topplacering |
| ------------ | ------------ |
| Sverige      | 21           |